# Čremošná
Čremošná – rzeka płynąca na pograniczu Rudaw Spiskich i Krasu Słowacko-Węgierskiego, w Wewnętrznych Karpatach Zachodnich na Słowacji, lewobrzeżny dopływ Slanej. Długość ok. 29 km, powierzchnia dorzecza 142 km².
Źródła Čremošnej znajdują się na wysokości ok. 900 m n.p.m. na południowych stokach szczytu Hajduchov vrch w masywie Osadníka w Górach Wołowskich. W odcinku źródłowym potok płynie w kierunku południowym, głęboką dolinką wyznaczającą zachodni brzeg Płaskowyżu Borczańskiego. Od miejscowości Bôrka płynie na zachód wzdłuż niewielkiej Bruzdy Borczańskiej, by wąskim przesmykiem poniżej wsi Kováčová wydostać się na teren Kotliny Rożniawskiej. Na tym odcinku przyjmuje z prawej strony szereg potoków spływających z południowych stoków masywu Pipitki, zaś z lewej strony – wodę z krasowych potoków i wywierzysk z płaskowyżu Horný vrch. W miejscowości Krásnohorská Dlhá Lúka przyjmuje z prawej swój największy dopływ – Krásnohorský potok, po czym zasila kompleks stawów rybnych (Brzotínsky rybnik) i koło wsi Brzotín na wysokości ok. 260 m n.p.m. wpada do Slanej.
Ze względu na to, że Čremošną w znacznym stopniu zasilają wody z systemów krasowych płaskowyżów Horný vrch i Silickiego, ma ona w ciągu roku stosunkowo wyrównane przepływy.